# 아방가르드

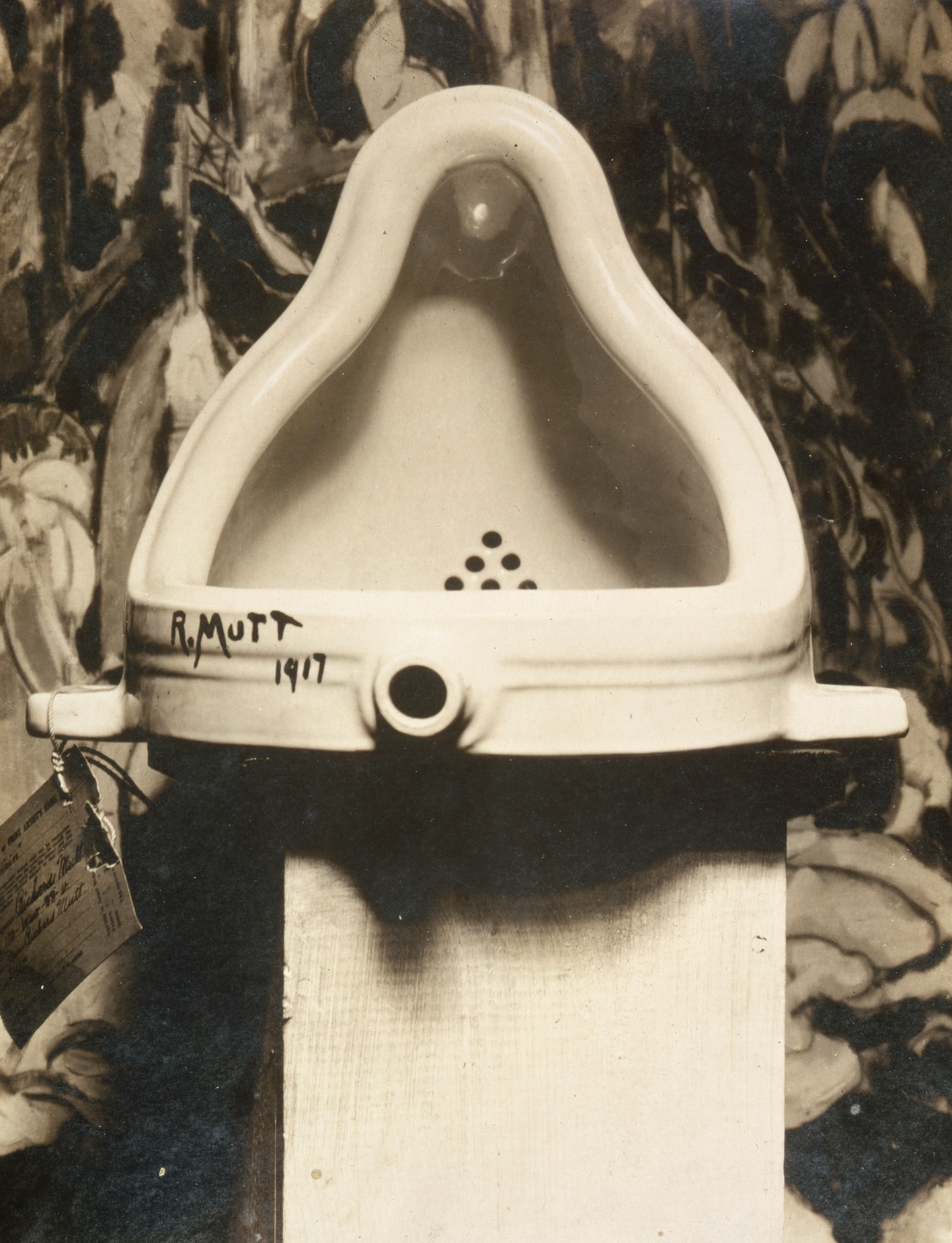
아방가르드 예술의 문화적 도발: 마르셀 뒤샹의 샘(Fountain), 1917

아방가르드(프랑스어: avant-garde, 영어: advanced guard) 또는 전위 예술(前衛藝術)은 예술, 문화, 사회에 대한 실험적•급진적•비전통적인 작업과 작가 모두를 이르는 말이다. 종종 미적인 혁신과 생경한 거부감으로 규정되기도 한다.
아방가르드는 특히 문화적인 영역에서의 규범이나 현상의 경계를 허물고자 하는 운동이다. 아방가르드는 모더니즘의 특징, 다시 말해 포스트 모더니즘과의 구분점으로 여겨지기도 한다. 많은 예술가들은 다다이즘(Dada)부터 상황주의 인터내셔널(Situationist International), 1981년 경의 포스트 모던 예술가들인 언어 시인(Language poets)에 이르는 역사를 추적하면서 여전히 아방가르드 운동에 동참하고 있다.

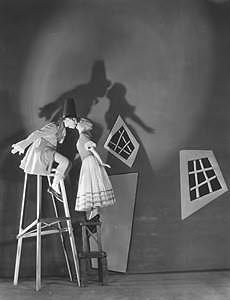
아방가르드 영화관: 예술가 로버트 플로리가 감독한 단편 영화 '0의 사랑(The Love of Zero) (1928)

아방가르드는 급진적인 사회 개혁을 촉진하기도 한다. 이는 1825년에 발행된 생시몽주의자 벤자민 올랑드 로트리게스(Olinde Rodrigues)의 수필 <예술가, 과학자, 그리고 산업주의자(L'artiste, le savant et l'industriel)>에서 그 의미를 찾을 수 있다. 이 수필은 현재의 관습적 의미로서의 아방가르드라는 말을 처음 사용한 기록물이다. 여기서 로트리게스는 예술가들에게 ‘(대중의) “전위 부대(avant-garde)”로서 봉사’하기를 요구하며 사회적, 정치적, 경제적 개혁을 위해서는 ’예술의 힘이야말로 가장 즉각적이고 빠른 방법이다’라고 주장한다.

## 개요
아방가르드는 제1차 세계 대전 중에 생긴 다다이즘에서 시작되어 입체파, 표현주의와 초현실주의로 이어지면서 유럽에서 일어난 예술운동이다. 제2차 세계 대전 후에 실존주의가 그 역할을 수행했다. 어떤 유파(流波)나 기성의 관련에서 벗어나 새로운 것을 이룩하려 했던 입체파, 표현주의, 다다이즘, 초현실주의 등의 예술 행위를 통틀어서 이르는 말이다. 일반적 특성은 모호성·불확실의 역설과 주체의 붕괴, 비인간화를 들 수 있다. 이런 특징은 근대 산업화 과정과 밀접한 관계가 있다.

## 같이 보기
- 트랜스아방가르드